# マリオン・マック
マリオン・マック（Marion Mack）の芸名で知られたジョーイ・マリオン・マクリーリー・ルウィン（Joey Marion McCreery Lewyn、1902年4月8日 - 1989年5月1日）は、アメリカ合衆国の映画女優、脚本家。代表作はバスター・キートンと共演した1926年制作のサイレントの喜劇映画『キートン将軍（原題: The General）』である。1928年に女優業を引退した後は、短編の脚本をいくつか書き、また不動産業を手がけた。

## 女優として
マックは、ジョーイ・マリオン・マクリーリーとして、ユタ州マンモスに生まれた。高校卒業後、彼女は手紙と写真を映画監督マック・セネットに送り、女優志望であることを伝えた。これに、セネットのマネージャーが、ハリウッドへ来るなら面接の機会を提供するという返信を送った。マクリーリーは、程なくして、父親と継母とともにハリウッドを訪れ、セネットのキーストン・スタジオに入り込んだ。結局、父親の反対に遭いながらも、マックはセネットに「セネット・ベイジング・ビューティーズ」の一員として、週給25ドルで雇われることになった。彼女の映画デビュー作は、1921年の映画『On a Summer Day』であった。

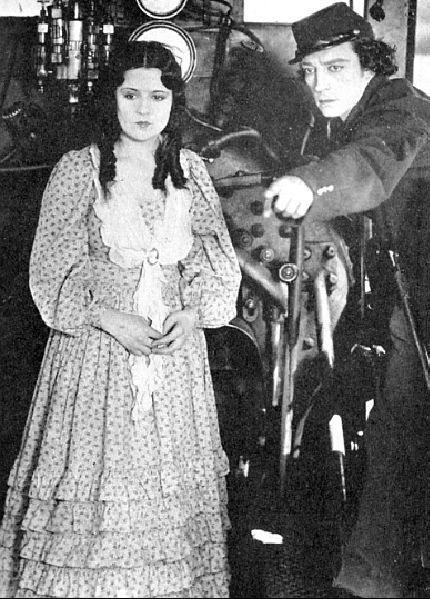
『キートン将軍』のマックとキートン。

映画に出始めた当初は本名を使っていた。1921年から1922年にかけてジャック・ホワイト監督のいくつかの短編作品でライジ・コンリーやジミー・アダムスと共演した際にはエリナー・リン (Elinor Lynn) という芸名を使った。1923年の時点で、マリオン・マックという芸名が使われるようになった。

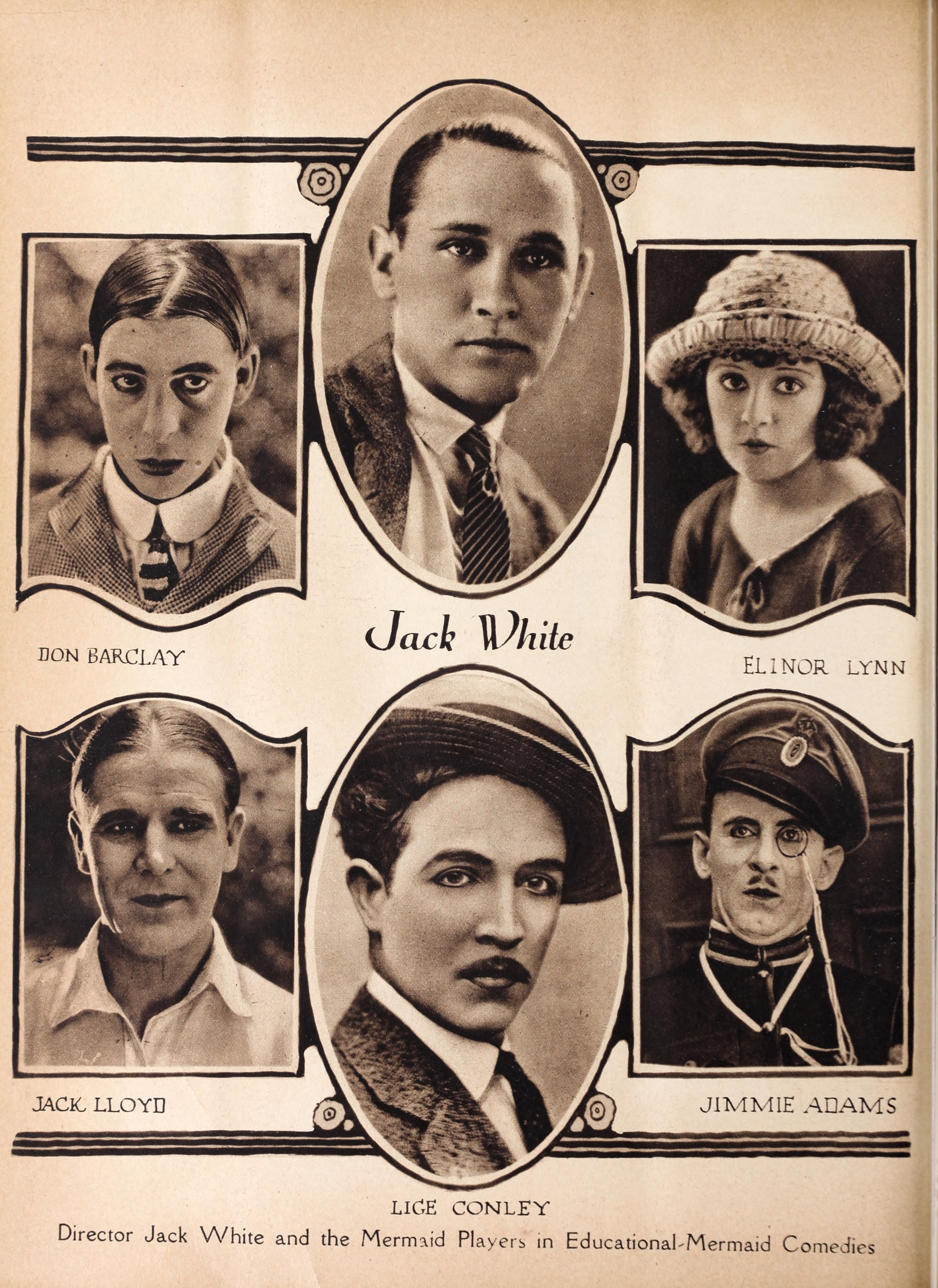
1922年の宣伝用素材に掲載されたジャック・ホワイト（中央上）とマーメイド・コメディーズの俳優たち、（左上から反時計回りに）ドン・バークレー、ジャック・ロイド (Jack Lloyd)、ライジ・コンリー、ジミー・アダムス、エリナー・リン。

セネットのもとで数本の短編映画に出演した後、キーストーンを離れ、マーメイド・コメディーズに週給100ドルで雇われた。マーメイドでは、様々な短編コメディ映画に出演した。また、ユニバーサルの西部劇にも出演した。1年後には、再びマーメイドに復帰した。
1923年、脚本にも参加した自伝的映画『女優メリー（原題: Mary of the Movies）』に出演した。この頃には既に「マリオン・マック」という芸名が定着していた。『女優メリー』は、興行的成功を収め、マックは1925年制作のアクション/犯罪ドラマ映画『One of the Bravest』や1926年制作のドラマ映画『Carnival Girl』で主役を務めた。1926年、南北戦争を舞台にしたコメディ映画『キートン将軍』で、バスター・キートンが演じる主人公ジョニー・グレイ (Johnnie Gray) が仲違いをしてしまう恋人アナベル・リー (Annabelle Lee) 役を与えられた。この作品は、そこそこの興行成績をあげたが、制作費が巨額であったため収益を上げることはできなかった。マックの最後の映画出演は、1928年の映画『Alice in Movieland』であった。
『Alice in Movieland』出演後、マックは女優業を引退したが、これは映画出演の負担が長期化していったことに耐えかねてのことであった（『キートン将軍』は、オレゴン州で6か月にわたるロケーション撮影がおこなわれた）。女優を引退した彼女は、脚本家となり、メトロ・ゴールドウィン・メイヤーやワーナー・ブラザースのために短編映画の脚本を書いた。そうした作品は、彼女の夫で映画プロデューサーであったルイス・ルウィン (Louis Lewyn) によって映画化された。彼女が脚本を書き、キートンが監督した作品の一つが、1938年制作の短編映画『Streamlined Swing』である。

## その後
1940年代に入ると、短編映画の人気は衰え、マックの夫の健康も芳しくなくなっていった。1949年、彼女は、カリフォルニア州オレンジ郡で不動産ブローカーの仕事を始めた。マックは夫とともに、カリフォルニア州コスタメサに定住した。二人は、ビバリーヒルズにも邸宅を構え、ルディ・ヴァリーやクララ・ボウをはじめ、夫婦が映画業界にいた時期の仲間たちとの交際を続けた。
1970年、映画史家レイモンド・ロウハウアーがコスタメサの自宅にマックがいることを突き止めたが、これは『キートン将軍』の再評価が背景にあった。この作品は、初公開の時点では興行的にも批評的にも成功作ではなかったが、後年になってから再評価が進み、バスター・キートンの最高傑作の一つと評されるまでになっていた。この作品の上映を助ける形で、マックは様々な映画祭における作品上映に出席し、それは心臓を患って旅行が困難になるまで続けられた。1978年、マックは2回の心筋梗塞に襲われた。マックは、1980年制作のテレビ・ドキュメンタリー・シリーズ『Hollywood』に出演し、『キートン将軍』の撮影時の経験談を語った。

## 私生活
マックは、映画プロデューサーだったルイス・ルインと、トーマス・H・インス・スタジオで開催された美人コンテストに優勝した後に出会った。二人は1923年に結婚し、一人息子ラニー (Lannie) をもうけた。マックとルインは、1969年にルインが死去するまで添い遂げた。
1989年5月1日、マックはカリフォルニア州コスタメサで、心不全のため、87歳で死去した。マックは密葬された後、ニューポートビーチのコロナ・デル・マーにある Pacific View Memorial Park に埋葬された。

## おもなフィルモグラフィ
| 年   | 題名                            | 配役                         | 注記                         |
| ---- | ------------------------------- | ---------------------------- | ---------------------------- |
| 1921 | On a Summer Day                 | Farmerette                   | 短編映画、Joey McCreery 名義 |
| 1921 | 名声 / Reputation               | Ingenue (stage sequence)     | Joey McCreery 名義           |
| 1921 | The Cowpuncher's Comeback       | Betty Thompson               | 短編映画、Joey McCreery 名義 |
| 1923 | 女優メリー / Mary of the Movies | Mary                         | シナリオ                     |
| 1925 | One of the Bravest              | Sarah Levine                 |                              |
| 1926 | The Carnival Girl               | Nannette                     |                              |
| 1926 | キートン将軍 / The General      | Annabelle Lee                |                              |
| 1928 | Alice in Movieland              | Alice                        |                              |
| 1938 | Streamlined Swing               | –                            | 短編映画、脚本               |
| 1940 | Alice in Movieland              | Well-Wisher at Train Station | クレジットなし               |
| 1940 | Rodeo Dough                     | –                            | 短編映画、脚本               |
| 1942 | Soaring Stars                   | –                            | 短編映画、脚本               |